# Tetraneura sorini
Tetraneura sorini är en insektsart. Tetraneura sorini ingår i släktet Tetraneura och familjen långrörsbladlöss. Inga underarter finns listade i Catalogue of Life.